# 東山警察署
東山警察署（ひがしやまけいさつしょ）は、京都府警察が管轄する警察署の一つ。京都を代表する繁華街・祇園を管轄している。府内有数の大規模警察署であり、署長は警視正。

## 所在地
- 京都市東山区清水四丁目185番地6

## 管轄区域
- 京都市東山区

## 沿革
- 1955年（昭和30年）7月1日 - 京都市警察が京都府警察に統合。
- 1958年（昭和33年） - 庁舎完成
- 2005年（平成17年）4月1日 - 行政区域に揃える形で、管轄していた山科区の一部区域を山科警察署に移管するとともに、「京都府松原警察署」から京都府東山警察署に名称を変更、この結果、東山警察署は東山区のみを管轄することになった。
- 2010年（平成22年）4月　京都府立洛東病院跡地に新築移転。延床面積5,368㎡[1]
- 2018年（平成30年）4月1日 - 大和大路交番を警備派出所に変更[2]。

## 内部組織
- 会計課 - 会計係
- 警務課 - 警務係、留置管理係、犯罪被害者支援係、広聴・相談係
- 生活安全課 - 生活安全係、人身安全・少年係、保安係
- 地域課 - 地域第一係、地域第二係、地域第三係、地域管理係、機動警ら隊
- 刑事課 - 捜査管理係、強行犯係、知能犯係、盗犯係、鑑識係、組織犯罪対策係
- 交通課 - 交通係
- 警備課 - 警備係

## 交番
（ ）の中は所在地。
- 祇園交番（京都市東山区祇園町南側551番地）
- 三条大橋東交番（京都市東山区大和大路通三条下ル東入若松町412番地3）
- 渋谷交番（京都市東山区渋谷通東大路東入三丁目上馬町536番地3）
- 泉涌寺交番（京都市東山区泉涌寺門前町22番地5）
- 大仏前交番（京都市東山区正面通本町東入茶屋町527番地2）
- 東福寺交番（京都市東山区本町十五丁目781番地）
- 松原交番（京都市東山区松原通大和大路東入弓矢町52番地2）

## 駐在所
なし

## 警備派出所
- 大和大路警備派出所（京都市東山区祇園町北側239番地）

## 主な未解決事件
- 京都市東山区お好み焼き店経営者殺人事件